# Sloan (New York)
Sloan è un villaggio degli Stati Uniti d'America, situato nello stato di New York, nella contea di Erie.